# ナコルル
ナコルルは、エス・エヌ・ケイ、それからSNKプレイモア（現SNK）の対戦型格闘ゲーム『サムライスピリッツ』シリーズなどに登場する架空の人物。
一族に伝わる宝刀チチウシを手に、鷹のママハハや狼のシクルゥを連れて自然を守るために戦うアイヌの巫女である。
『サムライスピリッツ』シリーズ通しての主人公的存在の覇王丸同様にシリーズ通してのヒロイン的存在として知られており、SNKの看板キャラクターの一人としても知られている。
また、キャラクター人気の高さから単独で派生作品に登場したり、『SNK GALS' FIGHTERS』といったシリーズ外作品や『グランブルーファンタジー』といった他社作品へのゲスト出演も多い。さらに、自身が主人公のアニメも2作（後述）作られた。

## キャラクター概要
トス（巫術）やウエインカル（観自在・透視術）の能力を継承する家系に生まれた。さまざまな神秘的な能力を持つ家族の中でも、ナコルルの能力は特に秀でている。自然の声を聴くことができる巫女。
家族構成は祖父・サノウク、祖母・モナシリに妹のリムルルで、両親はすでに他界している。
『サムライスピリッツ』シリーズすべてに登場しており、『サムライスピリッツ新章 〜剣客異聞録 甦りし蒼紅の刃〜』（以下『蒼紅』と表記）では演出上の登場のみだが、重要キャラクターとして登場する。
ガルフォードに想いを寄せられており、話の中で最も関係が深いキャラクターの一人である。当初は、ナコルルもガルフォードに好意は持っていたものの、アイヌの人々や故郷のカムイコタン、自然を守る巫女としての使命感などから積極的になれず、あくまで友達と割り切ったうえでの良好な関係が描写される。作を追うにつれ、より友達同士とは思えない描写が増えていき、『サムライスピリッツ 〜侍魂〜』（以下『侍魂』と表記）や『SAMURAI SPIRITS 2 アスラ斬魔伝』（以下『アスラ斬魔伝』と表記）のエンディングでは、相思相愛と思わせるような描写がされている。『サムライスピリッツ 天下一剣客伝』（以下『天下一剣客伝』と表記）ではガルフォードのエンディングで告白しようとしたが、彼に言葉を止められるようなシーンもある。同作のガルフォード（羅刹）のエンディングではガルフォードに「おまえが必要だ。俺についてこい」と言われて二つ返事で一緒に旅をする、ナコルルのエンディングではガルフォードがナコルルの故郷付近に居着く、パピーのエンディングではガルフォードの帰る場所がすでにナコルルの故郷となり、将来的な2人の関係を「新しい家族」と表現するなどしている。しかし、一度も「恋人同士」と直截に表現されたことはない。ナコルルは20余年後である『蒼紅』ではある理由（後述）から「コロポックル」になっており、ガルフォードらしき人物が今でも自分の故郷で待っていると思うと覇王丸から語られている。
『真』のナコルルとガルフォードのエンディングで、羅将神ミヅキが倒れた後、一旦崩れた自然のバランスが戻ることはなく、進行し続ける崩壊を止めようと、ナコルルは自らの魂のエネルギーを使うために光の中へ身を投じ、生死不明の状態になった。以降に発表された『サムライスピリッツ 斬紅郎無双剣』（以下『斬紅郎無双剣』と表記）と『サムライスピリッツ 天草降臨』（以下『天草降臨』と表記）は『真』以前の物語として作られたため、ナコルルは引き続き登場している。『真』以後の話が描かれた『侍魂 〜サムライスピリッツ〜』（以下『侍魂』と表記）では、自然の大いなる息吹の中、眠りについていたと明かされ、妹のリムルルにすら居場所が分からず行方不明となっていた。だが、より強大な悪者である壊帝ユガの存在を察知し、自然の危険を感じたために再び戦うことを決意した。『アスラ斬魔伝』や『サムライスピリッツ閃』（以下『閃』と表記）でも続投している。
PlayStationオリジナル作品として発売された『蒼紅』は1811年の出来事（『アスラ斬魔伝』から数えると21年後）とされているが、20年前にリムルルが氷の中に凍結されて離天京に封印され、ナコルルはリムルルを助けようとするも離天京内に入るためには自分の身体を小さくするしか術がなく、自らの意識を大自然と一体化させて精霊化した小さな姿になったと説明されている。これはナコルル本体が小さくなったわけではなく、本体と分離して精霊化しており、ナコルル本体は大自然の中で眠っている。
パラレル設定の『天下一剣客伝』では『真』と同じように自らの命を捧げようとするが、亡き両親の力によって奇跡的に一命を取り留めてカムイコタンに戻ってきている。その代償として巫女の力を失い、カムイコタンでリムルルやガルフォードと一緒に幸せに暮らしたという設定になっている。
『サムライスピリッツ零』（以下『零』と表記）のエンディングでチチウシを正式に受け継いだが、RPG版である『真説サムライスピリッツ 武士道烈伝』では「邪天降臨之章」のオープニングイベントでチチウシを受け継いでいる。この2作では、チチウシの前の持ち主であるナコルルの父親が死んだ原因が異なる。
『零』のリムルルのエンディングでは、ナコルルとリムルルが本当の姉妹ではないという描写がある。

### キャラクターデザイン
青みがかった紺色に近いロングヘアで、ヘアバンド状の赤い布と、後頭部に大きなリボンを結んでいる。瞳の色は青。衣装は赤と白をベースカラーとしている。腕が露出した骨盤までの長さの上着に、くるぶしまでのズボンと赤い靴をはいている。腰には太めの薄地の帯を巻きつけ、腰の後ろに武器であるチチウシ（マキリという小刀）をつけている。
『真』、『斬紅郎』、『天草降臨』では上着の長さが長くなり、ロングの巻きスカートをはいたような形状になったが、『侍魂』以降の作品は『初代』の頃の衣装に近い、動きやすい形状を維持している。『斬紅郎』のみ袖が広がった形状となっており、縁の帯状のラインも赤一色ではなく赤白の模様になっている。『侍魂』および『アスラ斬魔伝』の修羅は従来の赤い布の他、毛先部分を白い布で括っている。
『SAMURAI SPIRITS (2019)』では、下半身の後ろに腰マントのような布が追加されており、着物のような帯、脛の中頃の丈のズボンに、靴のデザインが大きく変更されている。
『サムライスピリッツ』シリーズのイラストレーターである北千里が描いたキャラクター設定資料や解説によると、ナコルルの顔立ちは「童顔」であり、黒目がちなタレ目である。同イラストレーターが描いた『侍魂』の設定画では、「リムルルの姉だが、そのことを意識すると老けて可愛くなくなってしまうので、ナコルルはナコルルだと割り切ってコロコロ（丸く）にして下さい」という旨の指示が書かれている。

### キャラクター性能
小柄な体格（約155cm）に加え、小刀を武器としているため通常攻撃のリーチが短いが、スピードがあり、忍者系が使用する三角飛びもできる。必殺技は機動力がある攻撃が多く、ママハハを使って遠距離からの攻撃ができる。自身の必殺技のエフェクトでは『斬紅郎』から光のようなエフェクトがつくようになった。『武士道列伝』でそれぞれのキャラクターに固定属性が設定されているが、ナコルルは「聖」属性となっている。

## 紫ナコルル（2P、羅刹ナコルル）
初出は、初代『サムライスピリッツ』にて2Pキャラクターとして登場したナコルルの色違いグラフィック。制作側のお遊びで、ナコルルのみ1P側と2P側で別人のような顔つきと表情をしていたため、裏ナコルルとして1Pとは別の人気を集めた。続編の『真』以降も1Pと2Pでナコルルのみ顔グラフィックが変化する。
1Pの赤い衣装のナコルル（以下、赤ナコルル）が基本的に穏やかで優しそうな表情なのに対し、2Pの紫色の衣装のナコルル（以下、紫ナコルル）は妖艶な表情や勝気そうな明るい表情をしている。
制作者側もシリーズごとに意識して差別化を図るようになり、『斬紅郎無双剣』以降では全キャラクターに「対極選択」として「修羅」と「羅刹」という2種類の性能を用意するシステムが採用され、従来の赤ナコルルは「修羅」に、紫ナコルルは「羅刹」に割り振られた。これに伴い、修羅側の赤ナコルルが従来通り鷹のママハハをお供に戦うのに対し、羅刹側のナコルルは新たに狼のシクルゥをお供に戦う。羅刹ナコルルはシクルゥに乗りながら放つ必殺技が多いため、修羅ナコルルとは戦い方が大きく変化することになった。
3D作品の『侍魂』では髪型がボブカットになり、さらなる差別化がはかられた。後年、この髪型変更は3D処理の関係上やむなくポリゴン数を減らすため髪を少なくしたと明かされた。続く『アスラ斬魔伝』では初めてナコルル以外も同一キャラクターで「修羅」と「羅刹」でグラフィックが変わるキャラクターが複数登場することになり、キャラクターの設定も明確に別の設定に分けられた。人物紹介では、修羅ナコルルは「自然を愛ししているものの、少女らしく生きたいという想いと巫女との間で揺れている」のに対し、羅刹ナコルルは「自然を脅かす者には迷うことなく立ち向かう凛とした少女」と説明されている。また、声色や必殺技の掛け声も修羅ナコルルと印象が大きく変化しており、敬語は使わず、これまでより活発な声色になっている。
OVA化された『SAMURAI SPIRITS 2 〜アスラ斬魔伝〜』では修羅ナコルルと羅刹ナコルルが両方登場している。羅刹ナコルルは身体と人格共に修羅ナコルルとは別に存在しており、謎の少女として登場。修羅ナコルルや他のキャラクターと会話する場面があり、修羅ナコルルとリムルルとは互いに顔見知りだが、リムルルからはあまり良く思われてはいない様子が描かれている。物語では修羅ナコルルの甘さや弱味を煽るような発言をするが、最後は修羅ナコルルを認めるような発言をしている。性格は勝気で修羅ナコルルより少しマセたキャラクターになっている。
ノベルゲーム『ナコルル 〜あのひとからのおくりもの〜』では紫ナコルルをベースとして「ナコルルのもうひとつの姿」という設定と共に新たな名前が付けられた「レラ」が登場し、のちに2D対戦格闘版『サムライスピリッツ』シリーズの『零』で従来の羅刹ナコルルの性能を引き継いだ新キャラクターとして登場した。しかし、レラの性格はこれまでの赤ナコルルや紫ナコルルとはまた異なっており、こちらはクールで大人びており表情をほとんど崩さないキャラクターとなっている。
『天下一剣客伝』では「ナコルル」と「レラ」とは別枠で、「紫ナコルル」がプレイヤーキャラクターとして復活した。これにより『天下一剣客伝』には性格が異なる3人のナコルルが揃うこととなった（ナコルル・レラ・紫ナコルル）。『天下一剣客伝』の紫ナコルルの台詞は初代『サムライスピリッツ』で登場したナコルルを踏襲したもので、お供もママハハである。動作や必殺技などゲーム本編に通常ナコルルとの違いはほとんど無く、性能面では一部の連斬のルートが僅かに違う他、台詞回しやシナリオなどの演出面が異なる。シナリオでは「ナコルル」の方はこれまでと同じようにナコルルと関係性の深いガルフォードやリムルルが登場するのに対し、「紫ナコルル」は、実は初代でナコルルとの相関関係が設定されていたものの、ゲーム本編の中での関わりは皆無であったシャルロットと王虎が登場する。

### キャラクターデザイン（紫ナコルル、2P羅刹）
濃いめの茶髪で、瞳の色は紫色（メディアによって稀に茶色のこともある）。肌の色はナコルル（1P・修羅）より浅黒くなっている。衣装は紫と白をベースカラーとしており、衣装のデザインはナコルルと共通。
異なる点は、タレ目のナコルルと対照的にツリ目であり、紫ナコルルの方が胸が大きい（紫ナコルルを元とするレラの三体数でも、ナコルルと胸の大きさが異なる）。
表情は、先述のようにナコルルより妖艶な表情をしていることが多い。『天草降臨』のように活発そうな表情をしているシリーズもある。
『初代』 - 『天草降臨』『天下一剣客伝』ではロングヘアーであり、上述の目元や表情以外はナコルルとデザインの変化はほとんどない。
『侍魂』 - 『アスラ斬魔伝』における2P羅刹ナコルルは、髪型は横髪のみ長い変形ボブカットに、後頭部にリボンはつけておらず、ヘアバンドのみのデザインになった。この髪型を基にレラはデザインされたが、2P羅刹ナコルルの髪型はレラの髪型よりボリュームが控えめで毛先が切り揃えられており、印象はかなり異なる。

### キャラクター性能（紫ナコルル、2P羅刹）
『斬紅郎』以降はお供の動物に狼のシクルゥを連れており、鷹をお供とする1P修羅ナコルルと大きく差別化されたため、『サムライスピリッツ』の全キャラクターの中でも、戦い方が1P修羅と2P羅刹で大きく異なる。必殺技はほぼシクルゥの背に跨って相手に素早く突進する、トリッキーで機動力の高いキャラクター。これまでのシリーズでは、基本的に1P修羅よりさらにテクニカルキャラクターと位置付けされることが多い。
シクルゥに跨っている間は通常技のリーチが非常に短くなり、下段判定の技が一切ないという弱点が存在するが、コマンド投げおよび防御崩しを受けないといった利点もある。
なお、『初代』 - 『真』『天下一剣客伝』でのお供の動物は1P修羅ナコルルと同じく鷹のママハハで、戦い方も共通している。

## 武器
チチウシ
ナコルル（1P修羅・2P羅刹共通）が携える武器であり、一族に伝わる宝刀。
雑誌『ネオジオフリーク』に掲載された『侍魂』の特集記事では、他のキャラクターの武器について客観的な解説文が掲載された一方、チチウシに関してはチチウシに纏わる物語という形で由来が紹介されている。
昔、ある村の娘が外から村を訪れた青年と恋に落ち、周囲の反対を克服し結ばれる。しかし村に化け物のような熊が現れて甚大な被害をもたらし、熊を退治に森の湖畔へと向かった青年は重傷を負ってしまう。死を前にした青年が嘆きの声を上げたとき、その声に応えるように湖面から二体の龍が現れ、青年は龍との短い問答のあと息絶える。その後、龍の咆哮を聞いた村人たちが森へ入ってみると、息絶えた青年の傍に熊の亡骸が転がっており、青年の手には宝刀が握られていた。それを見た村長は「チチウシ」と呟き、青年に戦士の称号を与えたという。
| 刀銘         | チチウシ            |
| 作           | 不明                |
| 作日         | 不明                |
| 刀剣の分類   | 彎刀                |
| 日本刀の分類 | アイヌ メノコマキリ |
| 刀身         | 二尺二寸            |
| 造りこみ     | ―                   |

## 動物たち（ママハハとシクルゥ）
ナコルルは鷹のママハハと狼のシクルゥをお供に戦う。ただし、ゲーム中では2匹同時に連れて戦わず、『斬魔伝』以降は修羅ナコルルがママハハ、羅刹ナコルルとレラがシクルゥを連れている。家庭用『天下一剣客伝』ではシクルゥ&ママハハとして2匹だけで操作キャラクターデビューを果たす。

### ママハハ
ナコルルが初登場時から連れている鷹。毛色は茶色。ナコルルの武器・宝刀チチウシを守る役目を担っており、ナコルルに付き従うのはナコルルが「宝刀チチウシを持つ戦士」だからである。したがって、持主が命を落とせば次の戦士のもとへチチウシを届けることになる。このこともあって、『真』まではチチウシを手放すとナコルルから離れてそちらを守りに行ってしまう。こうなるとママハハ関係の技を使うには、一旦専用の動作で呼び戻す必要がある。
ナコルルを足に掴まらせて羽ばたくことができる。シリーズ初期はこれで世界中を移動していた。対戦中はナコルルの呼び掛けで自ら相手に突進したり、ナコルルの手を掴んで一部の必殺技の補助をする。ゲームバランス上、ナコルルはママハハに一定時間しか掴まり続けることはできない。
『斬紅郎無双剣』から『アスラ斬魔伝』までの4作品では「修羅」のナコルルが連れている。なお、『初代』、『真』、『天下一剣客伝』の紫ナコルルもママハハ（色違いの黒鷹）を連れている。
RPG版である『武士道烈伝』ではパーティーキャラクターとして登場するナコルルは常にママハハを連れている。また、「邪天降臨之章」でナコルルを主人公にしている時に伊勢で起こる蛸の怪物と戦うイベントでは、シクルゥを連れていてもママハハに交代して戦うことになる。
家庭用『天下一剣客伝』ではシクルゥ&ママハハとして登場する際、シクルゥを足に掴んで飛ぶなどして補佐役に徹している。
『SNKヒロインズ』では技の際に毎回異世界から呼び出している設定になっている。

### シクルゥ
『斬紅郎無双剣』で初登場した狼。『斬紅郎無双剣』から『アスラ斬魔伝』までは「羅刹」のナコルルが連れていて、『零』以後はレラが連れている。毛色は青みがかった灰色で、大きさはガルフォードが連れているパピーより一回り大きい。
日本のエゾオオカミではなく、シベリアから流氷に乗って流れ着いてきたシベリアオオカミとされており、カムイコタンの動物の中で、自分だけ出身地が異なるという理由から、シクルゥにとってコンプレックスであるとのこと。また、キャラクターの考案当初は「牙（シキテ）」という仮名が付けられていた。
インターレッツ原作のPCゲーム『ナコルル 〜あのひとからのおくりもの〜』では出生の設定が異なり、蝦夷地のオオカミ。ナコルルのせいで親が死んだ子狼をレラが育てたという設定になっている。
ママハハには重大な任務（チチウシを守る役目）があるが、シクルゥにはそのような設定はない。なお、『真』ではナコルルの勝利ポーズで狼らしき動物（ガルフォードのパピー（犬）と同じグラフィック）が登場するが、それはシクルゥではない（パピーでもない）。
ナコルルおよびレラを背に乗せて移動することができる。羅刹ナコルルとレラはシクルゥの背に乗って突進しながら斬りつける必殺技が多い。
RPG版である『武士道烈伝』ではナコルルが主人公の場合のみ、特定の場所でママハハと交代させることでシクルゥの必殺技が使用可能となる一方、逆にママハハの必殺技は使用できなくなる。
家庭用『天下一剣客伝』ではシクルゥ&ママハハとして登場する際、メインの攻撃役になっている。

## 客演作品など
『ザ・キング・オブ・ファイターズ』（以下『KOF』）の本編作品には当初出場していなかったにも拘らず、「『KOF』のキャラクターがバンドを組んだ」という触れ込みの「バンド・オブ・ファイターズ」のメンバーになっていた。なお、本編作品を除けば、クイズゲーム『クイズKOF』でプレイヤーキャラクターとして、ゲームボーイ版『熱闘KOF'95』では隠し乱入キャラクターとして、アプリ『KOF'98 ULTIMATE ONLINE』では覇王丸、橘右京と共に登場している。また、『KOF'95』もしくは『KOF'96』の段階で覇王丸、ガルフォードと共に『サムライスピリッツ』チームとして登場予定だったが、スケジュールの都合で実現しなかった。その後、『KOF2000』ではユリ・サカザキのアナザーストライカーとして登場し、『KOF'94』をリメイクした『KOF'94 RE-BOUT』、『KOF2002』をリメイクした『KOF2002 UNLIMITED MATCH』、『KOF XIII』にも背景キャラクターとして出演している。後に、2016年発売の『KOF XIV』（以下『XIV』）で本編出場を果たし、「異世界チーム」に所属するプレイヤーキャラクターとしてムイムイ（パチスロ『ドラゴンギャル』シリーズ）とラブ・ハート（パチスロ『スカイラブ』シリーズ）と共に参戦する。『XIV』のエンディングでは「まだ穢れが残っている」という理由でしばらくこちらの世界に残ることになるのだが、実際は旅行や食べ歩きを目的とした観光を楽しもうとしており、年相応の女の子として描かれている。またDLC衣装として「私立カムイコタン女子高等学校制服」がある。
『SNKヒロインズ』のエンディングでは『XIV』のエンディングで言っていた北海道旅行を行っており、その際に『XIV』および『SNKヒロインズ』の世界に来る前には既にコロポックルになっている描写がある。また『SNKヒロインズ』では声の種類を選ぶことで紫ナコルルの口調にすることが可能。
カプコンとのクロスオーバー作品では、『ヴァンパイア』のモリガン・アーンスランドと対比する形になっていて、『頂上決戦 最強ファイターズ SNK VS. CAPCOM』ではライバルキャラクター、『CAPCOM VS. SNK MILLENNIUM FIGHT 2000』では共に隠しキャラクターに設定されている。『頂上決戦 最強ファイターズ』でこの2人でタッグを組むと「おしおき♥コンビ」というタッグ名になる。これは、ナコルルは勝利ポーズ時の決め台詞から、モリガンは必殺技の「ダークネスイリュージョン」を使う際に「おしおきよ」と言うことに由来する。
本編作品以外では狂信的なエコロジストであるかのように描かれるケースも存在し、その点を受けて『CAPCOM VS. SNK 2』でのチャン・コーハンとの掛け合いでは「ダンナより思い込みが激しい」とチョイ・ボンゲから言われている。

## 技の解説
※一部＜　＞内はアイヌ語に直訳したもの。これらはEngrish同様、実際のアイヌ語に照らしたとき一般の辞典にみられない語彙や文法の誤りも見られるので注意。『XIV』および『SAMURAI SPIRITS (2019)』では、一般的な捨て仮名以外は大文字で表記されるようになっている（例：カムイ リムセ→カムイ リムセ）。

### 必殺技
アンヌ ムツベ ＜勝利・刃＞
身を低くして地面すれすれを飛びつつチチウシで斬りつける。『KOF XIV』では強の追加派生で攻撃しながら後退ができる。
レラ ムツベ ＜風・刃＞
低空から飛び上がるような突進斬り。グラフィックは「アンヌ ムツベ」と同じ。
攻撃判定が複数回発生し連続ヒットさせることが可能だが、『斬紅郎無双剣』では突進速度が速過ぎるために全てヒットする前に相手を突き抜けてしまい、全ての攻撃判定を当てることができるのは「相手が壬無月斬紅郎で、弱で発動し、さらに相手が画面端に居る場合のみ」となっている。
アムベ ヤトロ ＜火・鳶＞、シチカプ エトゥ ＜鷹・くちばし＞
合図と共に鷹のママハハが急降下攻撃を仕掛ける。「ヤトロ」が鳶の意味であったため、『斬紅郎無双剣』で技名が改められた。しかし『CAPCOM VS. SNK』（以下『カプエス』と表記）シリーズではこの2つがそれぞれ別の技として存在しており、『零』では技名が「アムベ ヤトロ」に戻っている。そして、再び『ネオジオバトルコロシアム』（以下『NBC』と表記）では「シチカプ エトゥ」となっている（『NBC』より後に発売された『天下一剣客伝』では「アムベ ヤトロ」のまま）。
『カプエス』での「シチカプ エトゥ」は、ママハハが相手に纏わりつき足の爪で断続的に切り裂く技。
シチカプ アム ＜鷹・爪＞
ママハハが相手に向かって飛んでいき、掴んだ相手を爪で上空へ持ち上げ地面に落とす技。空中の相手に追撃を加えることが可能。
レラシゥ ＜つむじ風＞
ママハハが竜巻を発生させる。
竜巻自体は攻撃力を持たず、空中に舞い上げられた相手が地面に落下した際に少量のダメージを与えるのみだが、空中の相手に追撃を加えることが可能。
ヤトロ ポック ＜鳶・下＞
ママハハに掴まった状態から、チチウシを構えつつ身体を丸め、回転しながら落ちる。
カムイ ムツベ ＜神・刃＞
ママハハに掴まった状態からの急降下突き。
RPG版である『武士道烈伝』では、強化版として複数の敵に同時に攻撃を行う「ノシキ カムイ ムツベ＜中央・神・刃＞」が存在する。
シチカプ アイ ＜鷹・矢＞
ママハハに掴まった状態から手を離して着地し、同時にママハハが急降下攻撃を仕掛ける。
カムイ リムセ ＜神・輪舞＞
外套にしている布を振り回し、上から下に叩き付けるように攻撃する。直接攻撃として使うほか、飛び道具を跳ね返せる。アイヌ語での正確な発音は「カムイ リュッセ」となり、ゲーム中でもそのように発音する。『剣客伝』ではナコルルは「カムイリュッセ」とアイヌ語通りの発音するが、紫ナコルルの方は「カムイリムセ」と字面そのままの発音で叫ぶ（他の「〜リムセ」系の技も紫ナコルルは字面通りに発音する）。
『斬紅郎無双剣』以降の一部作品では、攻撃終了直前にボタンを追加入力することで、布を上から下へ振り上げる追加攻撃（後述の「アペフチ カムイ リムセ」のフィニッシュと同様の攻撃）を繰り出すことが可能。『斬紅郎無双剣』ではこの追加攻撃が「カムイ リムセ 返し」と呼称されている。
レラ オ チキリ ＜風・乗る・脚＞
『斬紅郎無双剣』で登場したコマンド投げ。相手を蹴りの連続攻撃で打ち上げ、最後に踵落としからの踏み付けで地面に叩き付ける。
『真』までは通常投げで「地天三連脚」という技名だった。『カプエス』シリーズでも通常投げとして使われている。
最後の踏み付けの際にダメージが一度に入るため、踏み付けが発生する前に時間切れになってしまった場合ダメージを与えられない。
メル シキテ ＜閃く・牙＞、カント シキテ ＜天空・牙＞、イメル シキテ ＜稲妻・牙＞
狼のシクルゥに跨った状態から、シクルゥを突進させる。それぞれ技名が違うが、突進する方向が違う他に大きな違いはない（「メル - 」が真横、「カント - 」が斜め上、「イメル - 」が空中から斜め下）。追加入力でシクルゥの背中から飛び降りつつさらに攻撃することができる。
シクルゥを連れている『斬紅郎無双剣』以降の「羅刹」およびレラの技である。
エプンキネ シキテ ＜守り・牙＞
攻撃を受けてダウン中にシクルゥが体当たりを食らわせる。ただし、背後に回り込まれて攻撃を受けた場合など、ダウン時の状況によっては体当たりが発動しない。
これも「羅刹」の技であるが、レラとしては『天下一剣客伝』で初めて使用可能に。
カムイフム ケスプ ＜雷鳴・踵＞
空中からの踵落としで、『真』までの通常技（ジャンプ強蹴り）「虚空裂脚」と同一。『NBC』でもその名前の特殊技として存在する。
レラ キシマ テク ＜風・掴む・手＞
空中の相手を掴んで落下して、地面に叩き付ける空中投げ。『真』までや『NBC』にも「飛天鷹落投」の名前で存在する。
エプンキネ ケナシ ＜守り・平野＞
『武士道烈伝』にて使用する技。天に祈りを捧げ、味方単体の体力を回復させる。
強化版として、味方全体の体力を回復させる「エプンキネ ニタィ ＜守り・森＞」が存在する。
エプンキネ メム ＜守り・泉＞
『武士道烈伝』にて使用する技（PlayStation版・セガサターン版のみ）。味方単体の体力とステータス異常を回復させる。
カムイ シルマ ＜神・誇り＞
『武士道烈伝』にて使用する技。ナコルルの合図と共にシクルゥが敵一体目掛けて突進し、体当たりによるダメージを与える。
カムイ イフンケ ＜神・子守歌＞
『武士道烈伝』にて使用する技（ネオジオCD版のみ）。

### 武器飛ばし（武器破壊）技、絶命奥義、秘奥義
イルスカ ヤトロ リムセ ＜怒る・鳶・輪舞＞
『真』での武器破壊技で、『XIV』でも超必殺技として扱われる。ママハハが盛大に炎を纏って急降下攻撃する（「アムベ ヤトロ」の強化版）。
『カプエス』シリーズではこれに似た超必殺技「シチカプ カムイ イルシカ＜鷹・神・怒る＞」があった。こちらは一旦ママハハが画面外に消えてから真横に突進していく。
アペフチ カムイ リムセ ＜火の神・輪舞＞
『真』での秘奥義（隠し技）で、「カムイ リムセ」のように布を繰り返し振り回し、最後に下から上へ布を振り上げて吹き飛ばす。『斬』以降はなくなったが、『熱闘KOF'95』で通常の必殺技となり、『零』でも素手状態でのみ出せる必殺技として復活。『天下一剣客伝』では再び「秘奥義」となる。
エレルシ カムイ リムセ ＜輝ける・神・輪舞＞
『斬紅郎無双剣』以降の武器飛ばし技。内容は「アペフチ カムイ リムセ」の前に「カムイ ムツベ」で攻撃して、最後に「シチカプ エトゥ（アムベ ヤトロ）」で追撃するといったもの。ママハハに捕まらずとも出すことができ、その場合は捕まる動作が加わる。
ヌペキ カムイ シキテ ＜輝く・神・牙＞
シクルゥに乗って突進後、相手を斬りつけつつ上昇、とどめに「カムイ リムセ」で叩き落す技。シクルゥ騎乗中にコマンド入力すると、シクルゥに乗る動作を省くため発生が早くなる。
これも「羅刹」および「レラ」の技。
『武士道烈伝』では強化三段階目（最終段階）の超奥義であり、一段階目が「ヌペキ レラ シキテ＜輝く・風・牙＞」、二段階目が「ヌペキ カント シキテ＜輝く・天空・牙＞」という名称になっている。
レラ オ カムイ ＜風・乗る・神＞
『武士道烈伝』における秘奥義。
「妖花慟哭之章」の修行場でのみ習得可能な秘奥義で、ジャンプして空中から敵一体目掛けて急降下攻撃を行い、「カムイ リムセ」を三発放ってからジャンプ斬りを叩き込む。
イルスカ エムシ ネワ シキテ ＜怒る・刀と牙＞
『アスラ斬魔伝』での「羅刹」の秘奥義。「メル シキテ」、「カント シキテ」、「分離攻撃」（いずれも多段ヒット）の連続攻撃の後、相手が落下してきた所をシクルゥと共にX字状に一閃してとどめを刺す技。
「レラ」は『零SPECIAL』で絶命奥義として使用しているが、技の形態が一部異なる。
トゥルセ サンペ キク ムツベ ＜倒す・心臓・打つ・刀＞
『零SPECIAL』では絶命奥義として使われる。投げた相手を地面に叩きつけて、馬乗りになって心臓へ刀を突き刺す。『真』の通常投げ（空裂投、飛天鷹落投、流転胸激刃）を纏めて繰り出している。
『天下一剣客伝』では通常のコマンド投げとなっている。
シリコロ カムイノミ ＜森の神への祈り＞
『カプエス』シリーズでの超必殺技。その場で祈りを捧げ、体力を回復する。
『NBC』やiアプリ『侍魂 〜四面楚歌〜』にも、同様の超必殺技「カムイ サンテク ＜神・血統＞」がある。
イネプ・イカシマ・ワンペ・チュイェ ＜十と四・斬る＞
『XIV』での超必殺技。「天草降臨」の「連続斬り」を再現した乱舞技で、ノーマル・MAX版共に14回斬りつける。
カント・カムイ・ムツベ ＜天空・神・刃＞
『XIV』でのCLIMAX超必殺技。ママハハを背負って空中に飛び、滑空しつつ往復する突進技。ヒット時は吹き飛ばした相手に刀を突き刺し、そのまま地面に突き落とす。
アル レタラ カムイフム マキリ ＜真っ白（全く・白い）・雷鳴・小刀＞
『SAMURAI SPIRITS (2019)』での秘奥義。「カント・カムイ・ムツベ」のようにママハハを背負った状態で相手に向かって突進し、相手に刀を突き刺して壁（画面端）に叩き付ける。
従来の表記に準じる場合「カムイフム」の「ム」は小文字となるが、上述のように大文字表記で統一されている。
クシナオッケ シカンナッキ ムツベ ＜突き通す・回る・刃＞
『XV』でのCLIMAX超必殺技。相手の身体を踏み台にするように駆け上がって一回転し、ママハハと共に突進して相手の背後へ突き抜ける。

### シクルゥ&ママハハ独自の技
レウケ シキテ ＜曲がっている・牙＞
「メル シキテ」、「カント シキテ」、「イメル シキテ」からの派生技。突進の軌道を真上・真下以外の方向へ3回まで変えることが可能。
ヤトロ シキテ ＜鳶・牙＞
シクルゥがママハハに掴まり、そこから回転しつつ斜め下に突進する。
カントコロ カムイ リムセ ＜天の神（天を領有する・神）・輪舞＞
シクルゥ&ママハハの武器飛ばし技。シクルゥがママハハに掴まってから突進を仕掛け、ヒットするとシクルゥが連続攻撃を行ったあと、ママハハが斜め下に、シクルゥが斜め上に向かって相手に体当たりする。

## 他のメディアでのナコルル
アニメ版
OVA化作品の『SAMURAI SPIRITS 2 〜アスラ斬魔伝〜』、同じくOVA化作品『ナコルル 〜あのひとからのおくりもの〜 郷里之畏友編』では、ナコルルを主人公としてアニメ化された。
『アスラ斬魔伝』
同シリーズのアーケードゲームをアニメ化した作品である。原作はゲームと同じく株式会社SNK。全員がゲーム版と同じ声優が演じており、修羅ナコルル、羅刹ナコルルを生駒治美が演じている。触れ込みは「大自然を護る巫女ナコルルが、平和のために戦う姿を描いたファンタジー・アクションアニメ」となっているが、内容は、カムイコタンを舞台にナコルルを中心とした同ゲームの前日譚となっている。
『ナコルル 〜あのひとからのおくりもの〜 郷里之畏友編』
同シリーズのPCゲームのアニメ化だが、こちらはSNKは関わっておらず、ゲーム版同様に有限会社インターレッツ原作の作品である。ゲームでは生駒治美がナコルルとレラの二役を演じていたが、OVA版はナコルルのみ生駒治美を演じ、レラは新たに氷上恭子が演じている。内容は同PCゲームのナコルルがカムイコタンに戻って来てからの出来事を描いている。
漫画版
『内藤泰弘』版
ヒロインとして登場。「初代」のストーリーを基に内藤がオリジナル要素を入れて漫画化された作品であり、天草討伐寸前までを描いている。カムイコタンが天草の手下たちに襲われ、ナコルル以外のアイヌの村人が惨殺される。ナコルル一人が残った所で、橘右京に危機を救われる。その後覇王丸、オリジナルキャラクターの小綱とも出逢い、4人で旅に出る。この漫画は覇王丸が無類の強さを誇るため、ナコルルが対等に闘う描写はあまり無く、覇王丸や右京に敵の攻撃から助けられる側のヒロインとしての側面が強い。
『島本和彦』版
紫ナコルルが「ナコルルとは同名の別人」という設定で登場している。紫ナコルルはナコルルと同じ日に生まれ同じ名前を付けられ同じように育てられたものの、宝刀・チチウシと巫女としての使命を授けられたのが自分ではなかったことを恨み、ナコルルからチチウシを奪うべく狙っている。

## キャラクターへの反響、その他
一般メディアでの注目が少なかったアイヌをキャラクター化したことでも注目を浴びた。ナコルルをデザインしたデザイナーの一人は、『サムライスピリッツ』の企画が立つ以前から「いつかアイヌ女性を一世風靡させるぞ」と考えていたという。企画者の念が通じたのか、デザイナーは狂ったように傾倒して2Pの顔まで変化した旨を述べている。
アーケードゲーム専門誌の『ゲーメスト』では人気投票で1位が続きすぎたことから、殿堂入りを果たしている。
初代での決め台詞「大自然のおしおきよ」は当時にブームとなったが、『真サムライスピリッツ 覇王丸地獄変』（以下『真』と表記）から「大自然のおしおきです」に変更された。
『初代』で初登場した際は、現在より活発なイメージの少女として登場しており、口調の語尾も「〜よ」「〜だわ」などと女性口調で話し、キャラクター人気を博したものの、次作の『真』でキャラクターの設定が見直され、現在の基本的に敬語口調で話すものの、少女らしさも持ち合わせるキャラクターに変化していった。
また、2Pキャラクターも「裏ナコルル」「紫ナコルル」などと呼ばれ、人気を集めた。
ナコルルは、1994年の三鷹市水道部および年金課にて結城信輝のイラストによるポスターに起用された。これまで三鷹市ではポスターにアニメキャラクターを起用してきたが、ゲームのキャラクターとしてはナコルルが初めてであり、SNK側もポスターへの起用を好意的に受け止めた。あまりの人気に、貼られた先からポスターが持ち去られる事件が続出し、結局最後まで残ったものは非常に少なかったという。このことは『KOF2000』の小説版（パロディ編）でも取り上げられ、テリー・ボガードがナコルルのポスターを見つけたことを喜び、盗んだわけでもないのに「盗みたいなんて思わなかった」と強調する場面がある。一方、同じ年には京都市の京都遷都1200年記念・緑化フェアのポスターにも起用されており、こちらは当時SNK社内スタッフの白井影二がイラストを担当した。
1994年には新声社から初のナコルル人形が発売された。赤と紫の2種類があり、新声社系列のゲームキャラクターグッズ販売店「マルゲ屋」で販売されていた。製作はタカラが担当し、ボディにはジェニー人形と同じものを使用している。

## キャスト
声優
- 生駒治美（初代 - 閃）
- 高橋美佳子（天下一剣客伝）
- 千葉麗子（テレビアニメ『サムライスピリッツ 〜破天降魔の章〜』）
- 國府田マリ子（メディアワークスCDブック 電撃CD文庫）
- 中原麻衣（パチスロ『サムライスピリッツ鬼』、『KOF XIV』の関連作品、『SAMURAI SPIRITS (2019)』、『SNKヒロインズ Tag Team Frenzy』）

俳優
- 千葉麗子（『真』テレビCM）
- 神谷天音（『侍魂オンライン-朧月伝-』テレビCM）

## 登場作品
- サムライスピリッツシリーズ
  - SAMURAI SPIRITS
    - 熱闘サムライスピリッツ（ゲームボーイ）

  - 真SAMURAI SPIRITS 覇王丸地獄変
  - サムライスピリッツ 斬紅郎無双剣
    - 熱闘サムライスピリッツ 斬紅郎無双剣（ゲームボーイ）

  - サムライスピリッツ 天草降臨
    - サムライスピリッツ!（ネオジオポケット）

  - サムライスピリッツ 〜侍魂〜
  - サムライスピリッツ2 〜アスラ斬魔伝〜
    - サムライスピリッツ!2（ネオジオポケットカラー）

  - サムライスピリッツ新章 〜剣客異聞録 甦りし蒼紅の刃〜
サブキャラクターとして登場。
  - サムライスピリッツ零
  - サムライスピリッツ零SPECIAL
  - サムライスピリッツ 天下一剣客伝
  - サムライスピリッツ閃
  - SAMURAI SPIRITS（2019）
  - 真説サムライスピリッツ 武士道烈伝
  - ナコルル 〜あのひとからのおくりもの〜
- ザ・キング・オブ・ファイターズシリーズ
  - 熱闘ザ・キング・オブ・ファイターズ'95（ゲームボーイ）
  - ザ・キング・オブ・ファイターズ2000
ユリ・サカザキのアナザーストライカーとして登場。
  - ザ・キング・オブ・ファイターズXIV
  - ザ・キング・オブ・ファイターズXV（DLC）
  - ザ・キング・オブ・ファイターズ'98 ULTIMATE MATCH Online
  - ザ・キング・オブ・ファイターズ オールスター
  - クイズ キング・オブ・ファイターズ
  - 背景出演
    - ザ・キング・オブ・ファイターズ'94 RE-BOUT
    - ザ・キング・オブ・ファイターズ2002 UNLIMITED MATCH
- カプコンとのクロスオーバー
  - 頂上決戦 最強ファイターズ SNK VS. CAPCOM
  - SNK VS. CAPCOM 激突カードファイターズシリーズ
  - CAPCOM VS. SNK MILLENNIUM FIGHT 2000
    - CAPCOM VS. SNK MILLENNIUM FIGHT 2000 PRO

  - CAPCOM VS. SNK 2 MILLIONAIRE FIGHTING 2001
- その他
  - SNK GALS' FIGHTERS
  - ネオジオバトルコロシアム
  - Days of Memories 〜大江戸恋愛絵巻〜
  - グランブルーファンタジー
  - SNKヒロインズ Tag Team Frenzy
  - ブレイドスマッシュ
  - SNKオールスター
  - AFKアリーナ

## 関連人物
- レラ - 同一人物、ナコルルから産み出された二重人格で身体は共有
- リムルル - 妹
- 覇王丸 - 友人、信頼、『KOF XV』ではチームメイト
- ガルフォード -友人、気になる
- シャルロット - 友人、憧れている
- 羅将神ミヅキ - 敵対関係
- ダーリィ・ダガー - 『KOF XV』ではチームメイト
- ユリ・サカザキ - 『KOF2000』のアナザーストライカーを務める
- 麻宮アテナ - バンド・オブ・ファイターズ仲間
- 草薙京 - バンド・オブ・ファイターズ仲間
- 八神庵 - バンド・オブ・ファイターズ仲間
- テリー・ボガード - バンド・オブ・ファイターズ仲間
- ムイムイ - 『KOF XIV』のチームメイトで、『ドラゴンギャル』シリーズのキャラクター
- ラブ・ハート - 『KOF XIV』のチームメイトで、『スカイラブ』シリーズのキャラクター
- モリガン・アーンスランド - カプコンとのクロスオーバーシリーズでの好敵手